# Yunus (azora)
Yūnus (en árabe: يونس‎), traducido como Jonás, es el décimo capítulo o azora del Corán, el cual se compone de 109 versos o aleyas. Su nombre hace referencia al profeta Jonás. Según la cronología tradicional del tafsir, se cree que esta azora fue  revelada antes de la Hégira, es decir, de la huida de Mahoma y sus seguidores desde La Meca a Medina. Por lo tanto, se considera una azora mecana.
La azora Yunus comienza con tres letras de apertura (muqattaʿat), que son ʾalif, lām y rā (en árabe, الر). Comparte estas letras de apertura con otras cuatro azoras: Hūd, Yūsuf, Ibrāhīm y al-Ḥijr.

## Resumen

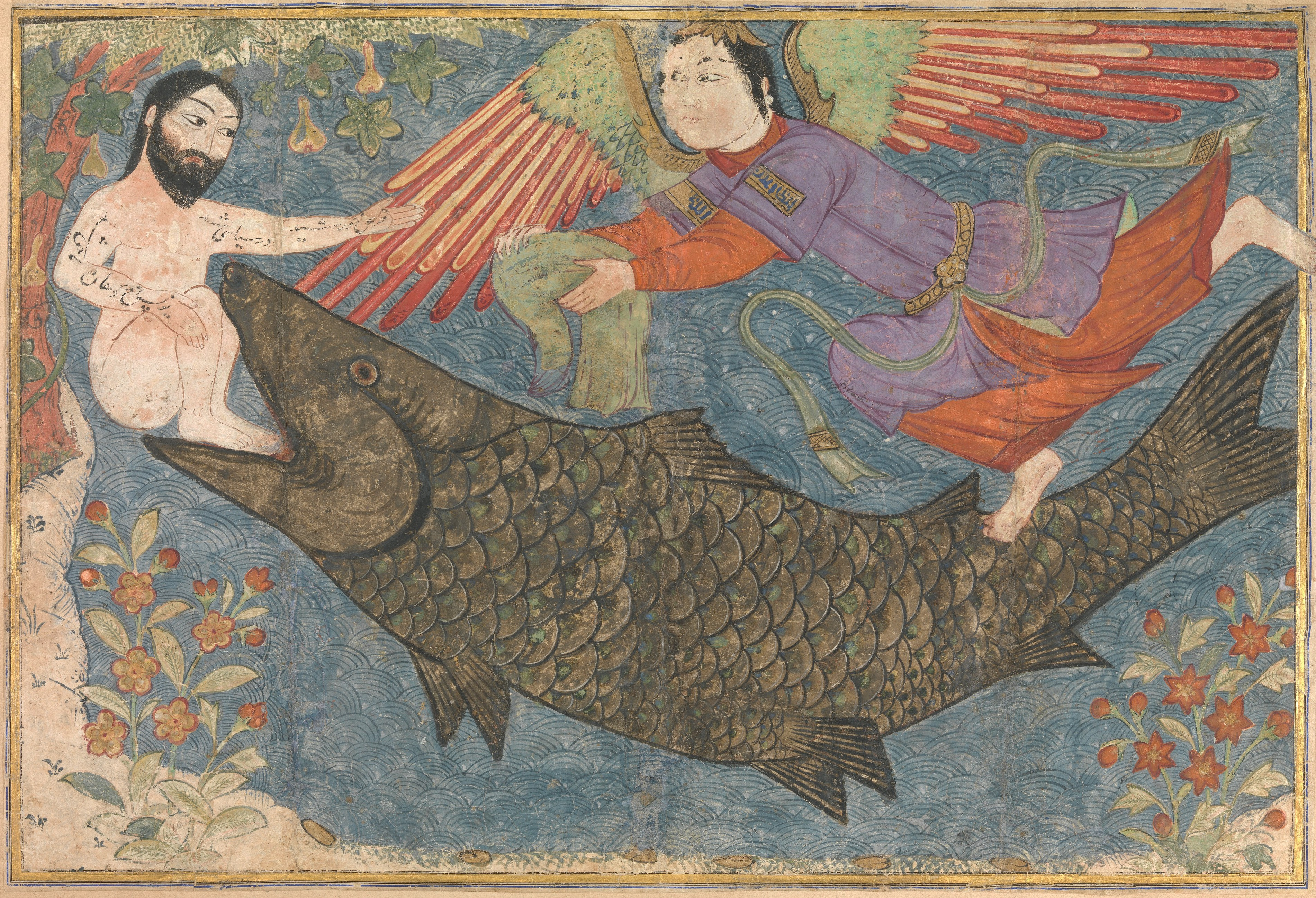
Jonah y el pez gigante en Jami 'al-tawarikh (c. 1400), Museo Metropolitano de Arte

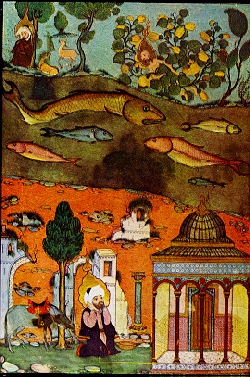
Jonás (arriba a la derecha) en una ilustración turca otomana del siglo XVI. La sura lleva el nombre de Jonás (Yunus) y contiene la historia de su pueblo.

Los versículos iniciales del capítulo (1-70) se nos presenta un diálogo argumentativo entre el Islam y sus incrédulos. Los versos restantes contienen las historias de Noé, Moisés y Jonás, todos considerados profetas en el Islam.
- 1-2 Los mecanos acusan a su Profeta de hechicería porque es un hombre de entre ellos
- 3 Alá es el Creador y Gobernante del universo, el único Dios verdadero
- 4 Los buenos creyentes serán recompensados tras la muerte
- 4 En cambio, los incrédulos serán castigados al morir
- 5-6 Las obras de Dios son señales para todos los hombres
- 7-11 Recompensas y castigos de fieles e incrédulos
- 12 El propósito de Dios al hacer prosperar a los impíos
- 13 Los hombres oran a Dios en la aflicción, pero lo olvidan con el retorno de la prosperidad
- 14-15 El pueblo de La Meca es advertido por el ejemplo de generaciones anteriores
- 16-18 Los coraichitas desean un Corán diferente: Mahoma protesta por no poder cambiarlo
- 19 Los idólatras confían en intercesores que no pueden beneficiarlos ni dañarlos
- 20 Todos los hombres profesaban originalmente una sola religión
- 21 El pueblo exige de Mahoma una señal
- 22 Cuando los hombres desprecian los juicios de Dios, él amenaza con mayores sufrimientos
- 23-24 Los incrédulos recuerdan a Dios en la angustia por tierra y mar, pero lo olvidan cuando es entregado
- 25 La vida es como el agua que sustenta las plantas
- 26-28 Paraíso para los musulmanes e infierno para los infieles
- 29-31 Los idólatras serán abandonados por sus dioses en el día del juicio
- 32-37 Se exhorta a los idólatras a adorar a aquel a quien reconocen como su Creador, Conservador y Gobernador
- 38 El Corán no es falso; es una confirmación de las Escrituras anteriores (Tawrat, Zabur, Injil,...)
- 39-40 Los que acusan a Mahoma de impostura desafiados a producir un capítulo como este
- 41 Algunos creen en el Corán, otros lo rechazan
- 42-47 Los coraichitas incrédulos declarados réprobos
- 48 Se envía un apóstol a cada nación
- 49 Los incrédulos se burlan de las amenazas de su profeta
- 50 Cada nación tiene su período fijo de existencia
- 51-55 Los infieles creerán cuando les llegue el castigo
- 56-57 Dios es el autor de la vida y la muerte
- 58-59 El Corán una amonestación y dirección para los incrédulos
- 60-61 Alimentos lícitos que no deben prohibirse
- 62 Mahoma siempre bajo la guía divina
- 63-65 La bienaventuranza de los que creen y temen a Dios
- 66-68 Los incrédulos no pueden dañar al Profeta
- 69-71 Los reprendidos que dicen que Dios ha engendrado hijos
- 72-75 Mahoma comparado con Noé y otros profetas
- 76 Moisés y Aarón enviaron al faraón y a sus príncipes
- 77-82 Son rechazados como hechiceros y pervertidores de la religión nacional
- 83 Solo unas pocas personas creen en ellos
- 84-86 Moisés y Aarón con los creyentes ponen su confianza en Dios
- 87 Los israelitas ordenaron ser constantes en la oración a Dios
- 88-89 La oración de Moisés, que Dios destruiría a los egipcios, se escucha
- 90 El faraón y su pueblo se ahogaron en el mar
- 90-92 Se arrepiente y es levantado del mar por señal al pueblo
- 93 A los israelitas se les proporciona una morada y bendición
- 94-95 Judíos y cristianos son apelados para aceptar las declaraciones del Corán
- 96-98 Ningún tipo de milagro será suficiente para hacer creer al réprobo
- 99-103 Los infieles no creen en Mahoma porque Dios no les permite hacerlo
- 104-107 Se exhorta a la gente de La Meca a aceptar la verdadera fe ortodoxa
- 108 Mahoma no es responsable de la fe o la incredulidad del pueblo
- 109 El Profeta exhortó a tener paciencia[6]